# Estremo superiore e estremo inferiore
In matematica, l'estremo superiore di un insieme {\displaystyle E} contenuto in un insieme ordinato {\displaystyle X} è il più piccolo elemento dei maggioranti di {\displaystyle E}.
In modo duale, l'estremo inferiore di {\displaystyle E} è definito come il più grande elemento dei minoranti di {\displaystyle E}.
Estremo superiore e inferiore possono appartenere ad {\displaystyle E} oppure no. Nel primo caso essi coincidono con il suo massimo e minimo. In generale il concetto di massimo e di estremo superiore non coincidono e non vanno confusi.
I concetti di estremo superiore e inferiore sono applicabili ad ogni struttura matematica per la quale è chiaro cosa si intende per un elemento essere "maggiore o uguale" di un altro elemento. Quindi il concetto di estremo superiore si applica agli insiemi ordinati, per esempio sottoinsiemi di numeri reali, razionali, naturali, ma non per esempio di numeri complessi.

## Definizione
Siano {\displaystyle (X,\leq )} un insieme totalmente ordinato, {\displaystyle E\subseteq X}.  Se esiste un elemento {\displaystyle y\in X} tale che:
- {\displaystyle y} è un maggiorante di {\displaystyle E}
- {\displaystyle \nexists z\in X} tale che {\displaystyle z} è un maggiorante di {\displaystyle E} e {\displaystyle z<y} (cioè il maggiorante più piccolo è {\displaystyle y} stesso)

si dice che {\displaystyle y} è estremo superiore di {\displaystyle E}, in simboli {\displaystyle y=\sup E}.
Se invece esiste un elemento {\displaystyle x\in X} tale che:
- {\displaystyle x} è un minorante di {\displaystyle E}
- {\displaystyle \nexists a\in X} tale che {\displaystyle a} è un minorante di {\displaystyle E} e {\displaystyle a>x} (cioè il minorante più grande è {\displaystyle x} stesso)

si dice che {\displaystyle x} è estremo inferiore di {\displaystyle E}, in simboli {\displaystyle x=\inf E}.
Se l'insieme dei maggioranti di un insieme è non vuoto l'insieme si dice limitato superiormente, mentre se l'insieme dei minoranti è non vuoto l'insieme si dice limitato inferiormente. Ovviamente, se esiste l'estremo inferiore, allora l'insieme è limitato inferiormente, mentre se esiste l'estremo superiore l'insieme è limitato superiormente.
Un insieme limitato superiormente e inferiormente si dice limitato.

## Sottoinsiemi della retta reale
Se si considera un insieme {\displaystyle E\subseteq \mathbb {R} ^{*}} della retta reale estesa, questo ha sicuramente estremo superiore ed estremo inferiore. Ciò è garantito dall'assioma di Dedekind, che garantisce che ogni sottoinsieme non vuoto di {\displaystyle \mathbb {R} } è completo e dalla convenzione che, se {\displaystyle E} non è limitato superiormente (inferiormente) in {\displaystyle \mathbb {R} }, si dice che il suo estremo superiore (inferiore) è infinito: {\displaystyle \sup E=+\infty } e/o {\displaystyle \inf E=-\infty }.

### Esempi
Gli insiemi seguenti sono da considerarsi come sottoinsiemi dell'insieme dei numeri reali.
- {\displaystyle \sup\{1,2,3\}=3}

In questo caso l'estremo superiore coincide col massimo. Si ha che {\displaystyle 3} è l'estremo superiore perché è un maggiorante dell'insieme e ogni numero reale minore di {\displaystyle 3} non è maggiorante dell'insieme;
- {\displaystyle \inf\{x\in \mathbb {R} :0<x<1\}=\inf(0,1)=0}

L'insieme ha estremo inferiore, ma non ha minimo, infatti {\displaystyle 0} non appartiene all'insieme;
- {\displaystyle \sup\{x\in \mathbb {R} :0\leq x\leq 1\}=\sup[0,1]=1}

L'insieme ha estremo superiore e massimo coincidenti;
- {\displaystyle \inf\{y\in \mathbb {R} :y=1/x,x>0\}=\inf(0,\infty )=0}

anche in questo caso l'estremo inferiore non appartiene all'insieme e l'insieme non ha minimo. Si noti che l'estremo inferiore coincide con il limite della funzione monotona {\displaystyle 1/x} per {\displaystyle x\to \infty }
- {\displaystyle \sup\{x\in \mathbb {Q} :x^{2}\leq 4\}=2}

l'estremo superiore coincide con il massimo;
- {\displaystyle \sup\{x\in \mathbb {Q} :x^{2}<4\}=2}

come prima ma l'insieme non ha massimo;
- {\displaystyle \sup\{x\in \mathbb {Q} :x^{2}\leq 2\}={\sqrt {2}}}

in quest'ultimo caso l'insieme è limitato superiormente ma l'estremo superiore non coincide con il massimo, poiché l'insieme non ha massimo.

## Completezza ed esistenza
Se un insieme non è completo può essere che un sottoinsieme limitato superiormente non ammetta estremo superiore. Per esempio, sia {\displaystyle E\subseteq \mathbb {Q} } definito come:
{\displaystyle \{x\in \mathbb {Q} :x^{2}\leq 2\}}
Questo insieme è sicuramente limitato superiormente poiché se {\displaystyle x\in \mathbb {Q} } e {\displaystyle x\geq 2}, {\displaystyle x} è maggiorante di {\displaystyle E}. L'insieme però non ha estremo superiore ({\displaystyle {\sqrt {2}}} non appartiene a {\displaystyle \mathbb {Q} }). Si noti che questo esempio è diverso dall'ultimo esempio della sezione precedente, perché prima si ricercava l'estremo superiore in un insieme completo, {\displaystyle \mathbb {R} }, ora no. Si è dimostrato che per quanto riguarda spazi non completi esistono sottoinsiemi limitati superiormente ma che non ammettono estremo superiore.

## Notazioni
Spesso si incontrano notazioni del tipo:
{\displaystyle y=\inf _{x\in A}f(x)}
dove {\displaystyle f} è una funzione a valori reali su un dominio qualsiasi e {\displaystyle A} è un sottoinsieme del suo dominio. Questa notazione è un modo compatto per esprimere:
{\displaystyle y=\inf\{z=f(x),x\in A\}}
indica cioè l'estremo inferiore dell'immagine di {\displaystyle A} mediante {\displaystyle f}.

### Esempi
Un primo esempio è
{\displaystyle \sup _{x\in \mathbb {R} }x^{2}=+\infty }
Infatti in questo insieme la funzione non è limitata superiormente.
Considerando invece:
{\displaystyle \inf _{x\in [0,1]}x^{2}=0}
e anche:
{\displaystyle \inf _{x\in (0,1)}x^{2}=0}
in questo caso però {\displaystyle 0} non è il minimo dell'insieme, in quanto tale valore non esiste, come non esiste il minimo della funzione (è sul bordo del dominio).
Altri esempi sono:
{\displaystyle \sup _{x\in \mathbb {R} }-\exp(-x)=0\qquad \sup _{x\in (-1,1)}{-x^{2}+1}=1}

## Funzioni monotone
Come si è visto in uno degli esempi precedenti, esiste una connessione tra il concetto di estremo superiore e quello di limite. Sia {\displaystyle f:(a,b)\to \mathbb {R} } una funzione monotona in {\displaystyle (a,b)}. Allora esistono:
{\displaystyle \lim _{x\to b_{-}}f(x)\qquad \lim _{x\to a_{+}}f(x)}
e si ha (nel caso sia {\displaystyle f} non decrescente):
{\displaystyle \lim _{x\to b_{-}}f(x)=\sup _{x\in (a,b)}f(x)} e {\displaystyle \lim _{x\to a_{+}}f(x)=\inf _{x\in (a,b)}f(x)}
con risultati speculari se {\displaystyle f} è invece non crescente.